# Station Bugaj Piotrkowski
Station Bugaj Piotrkowski is een spoorwegstation in de Poolse plaats Piotrków Trybunalski.